# Lindö kapell
Lindö kapell är en kyrkobyggnad i Lindö i Norrköpings kommun.
Lindö kapell uppfördes 1934–1936 efter ritningar av Kurt von Schmalense vid Lindöhällsvägen i Lindö. Klockstapeln uppfördes 1951. Kapellet tillhör S:t Olofs församling.
Kapellets altare är tillverkat i bok av möbelsnickarmästare Bertil Johansson i Markaryd och invigdes 1992. Altartavlan, som föreställer "Änkans son i Nain", är målad av okänd konstnär. Ljusstakar, dopfunt, med flera föremål är formgivna och gjorda av konstsmeden Christer Wide.

## Fotogalleri

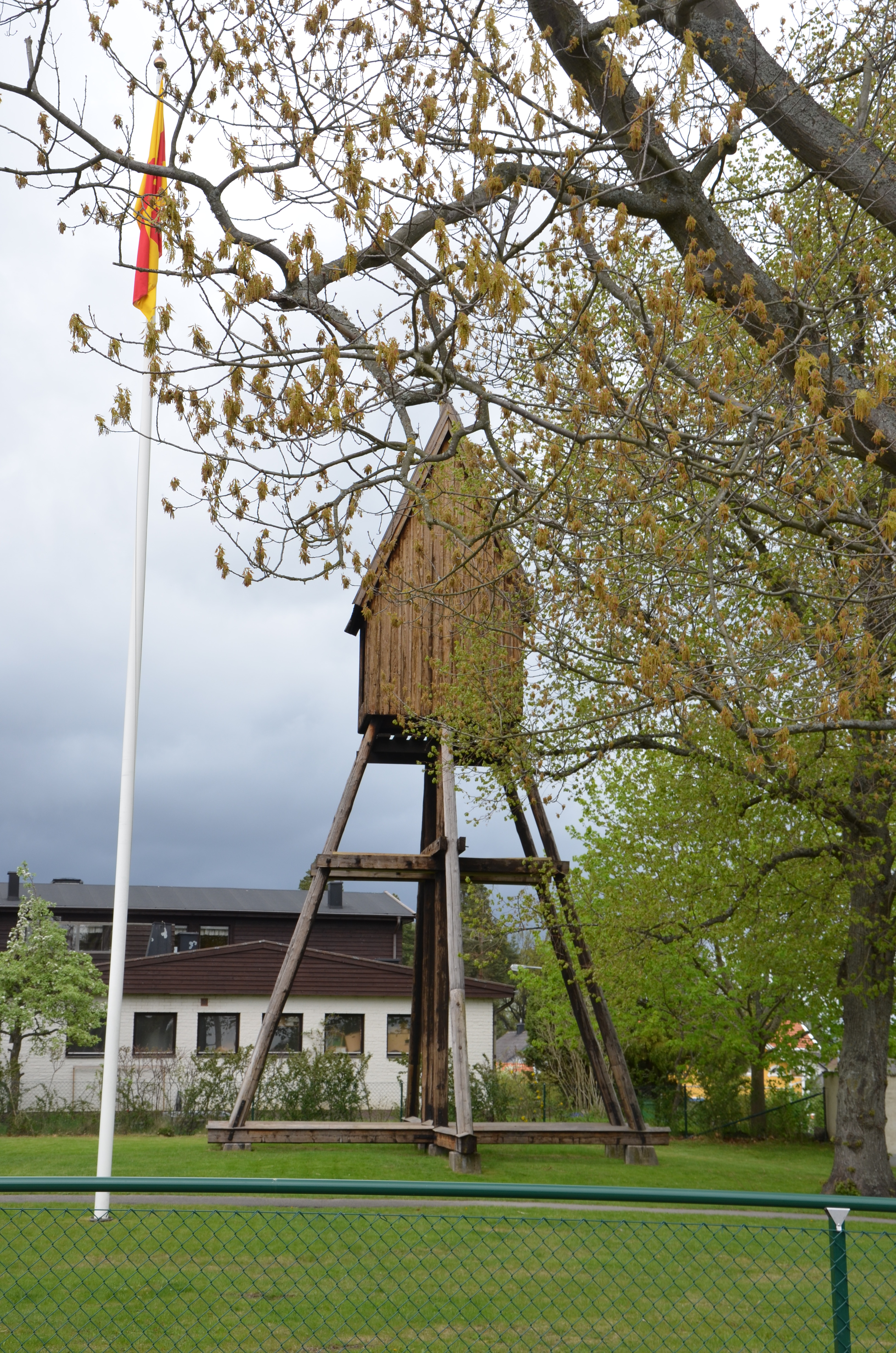
Klockstapeln vid Lindö kapell
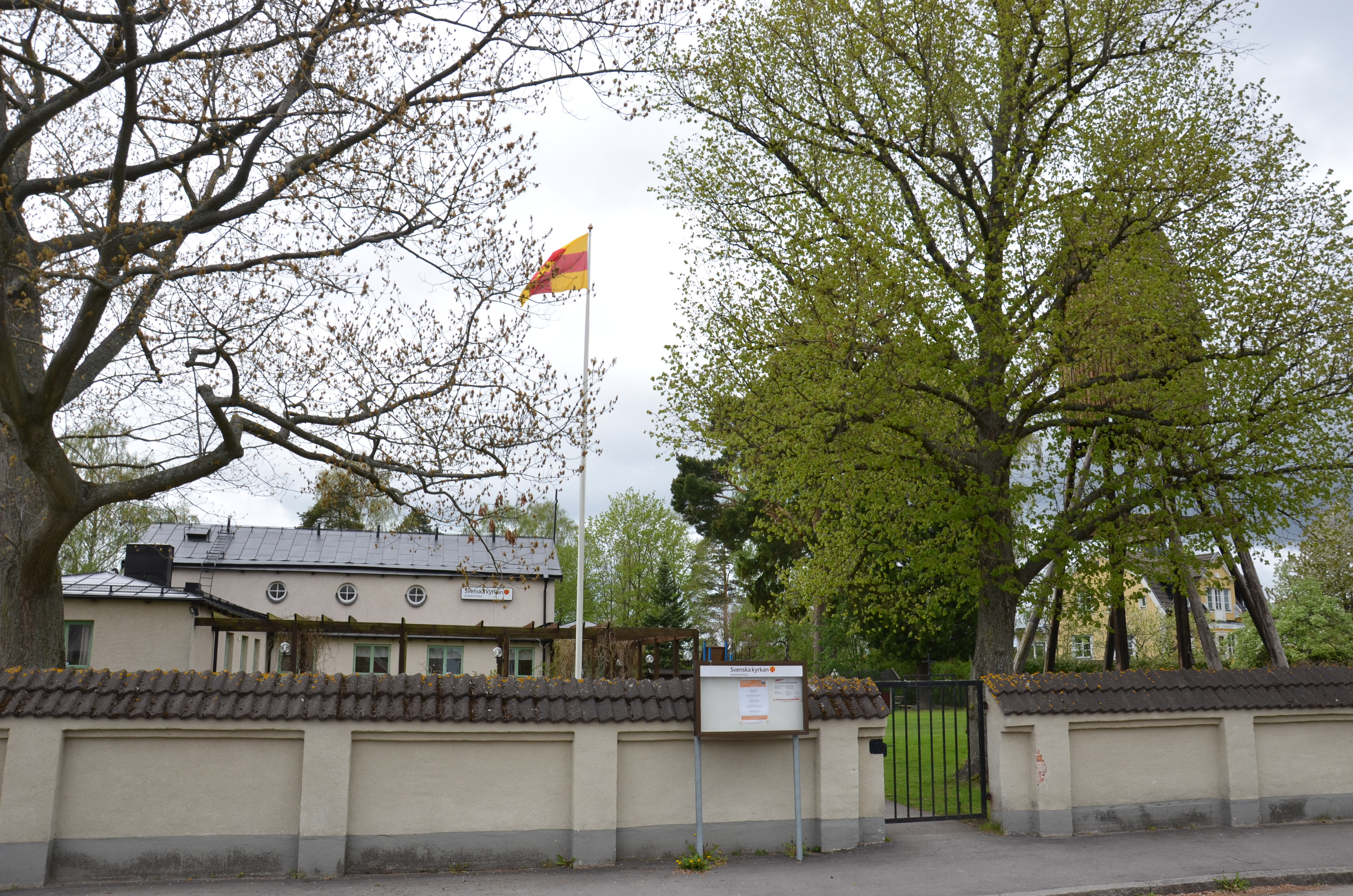
Lindö kapell, med förskolebyggnaden till vänster
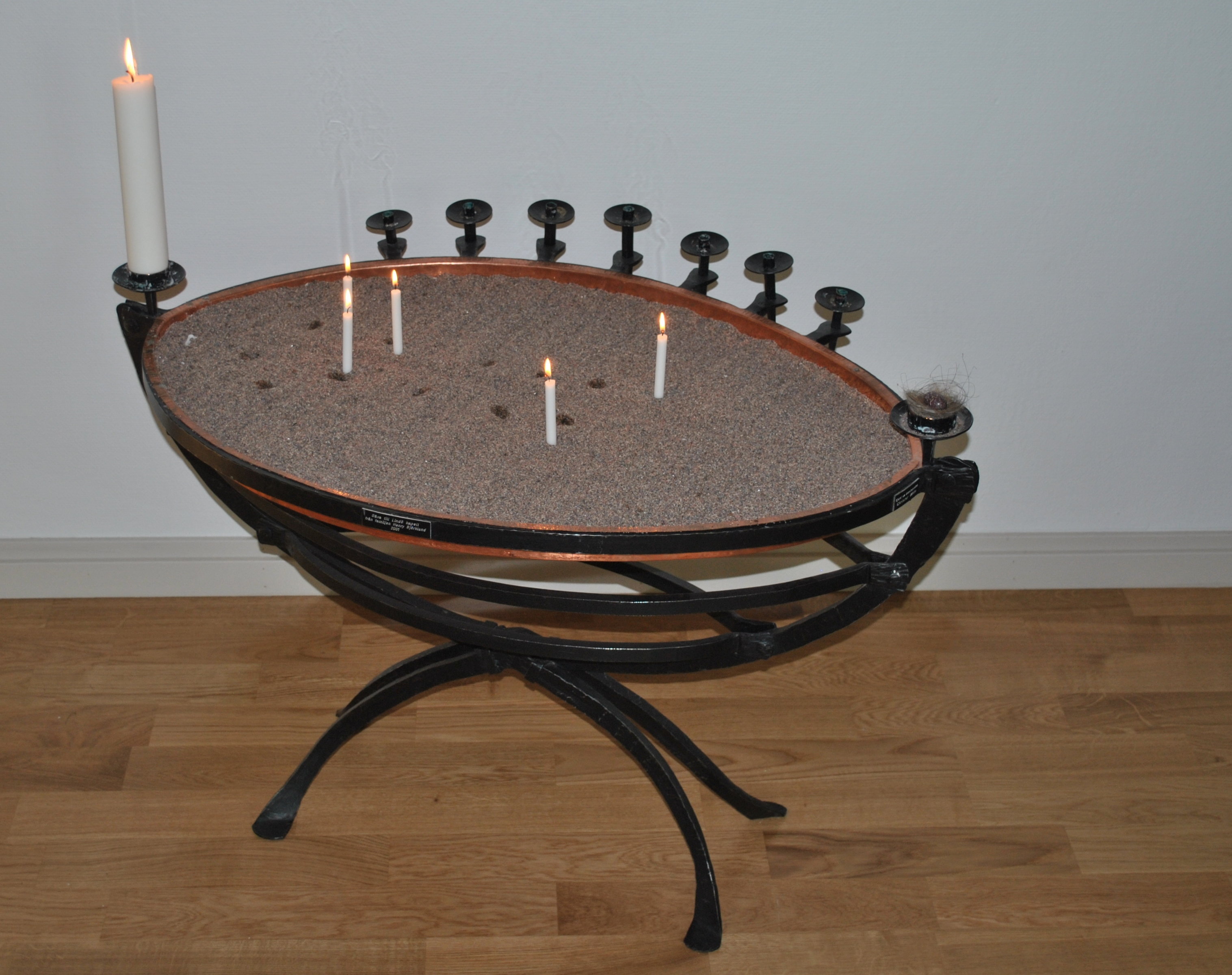
Ljusen ställs i sand i denna ljusstake som liknar en båt.
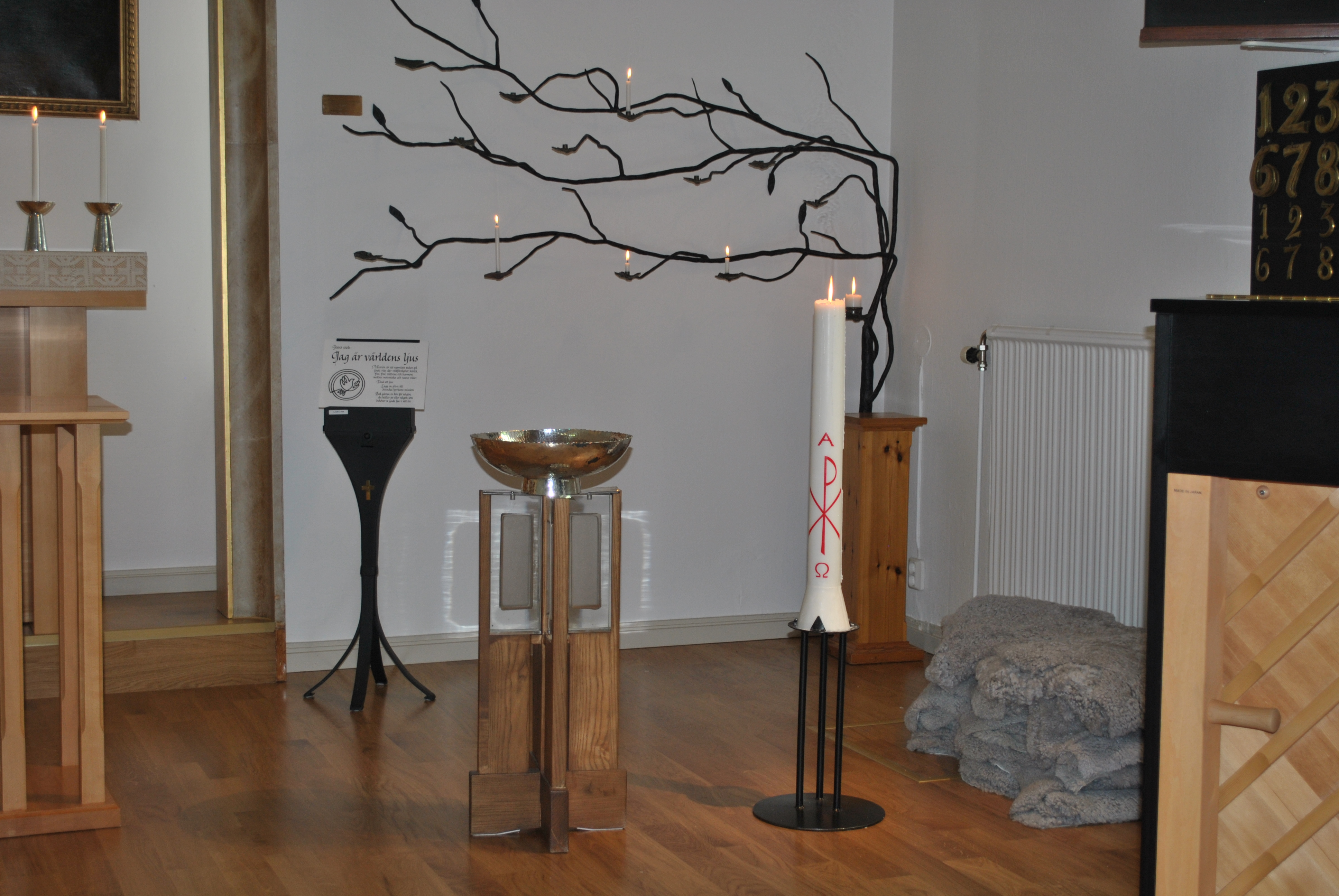
Ljusbärare, dopfunt och ljusstakar. Ljusbärare och dopfunt är skapade av Christer Wide.
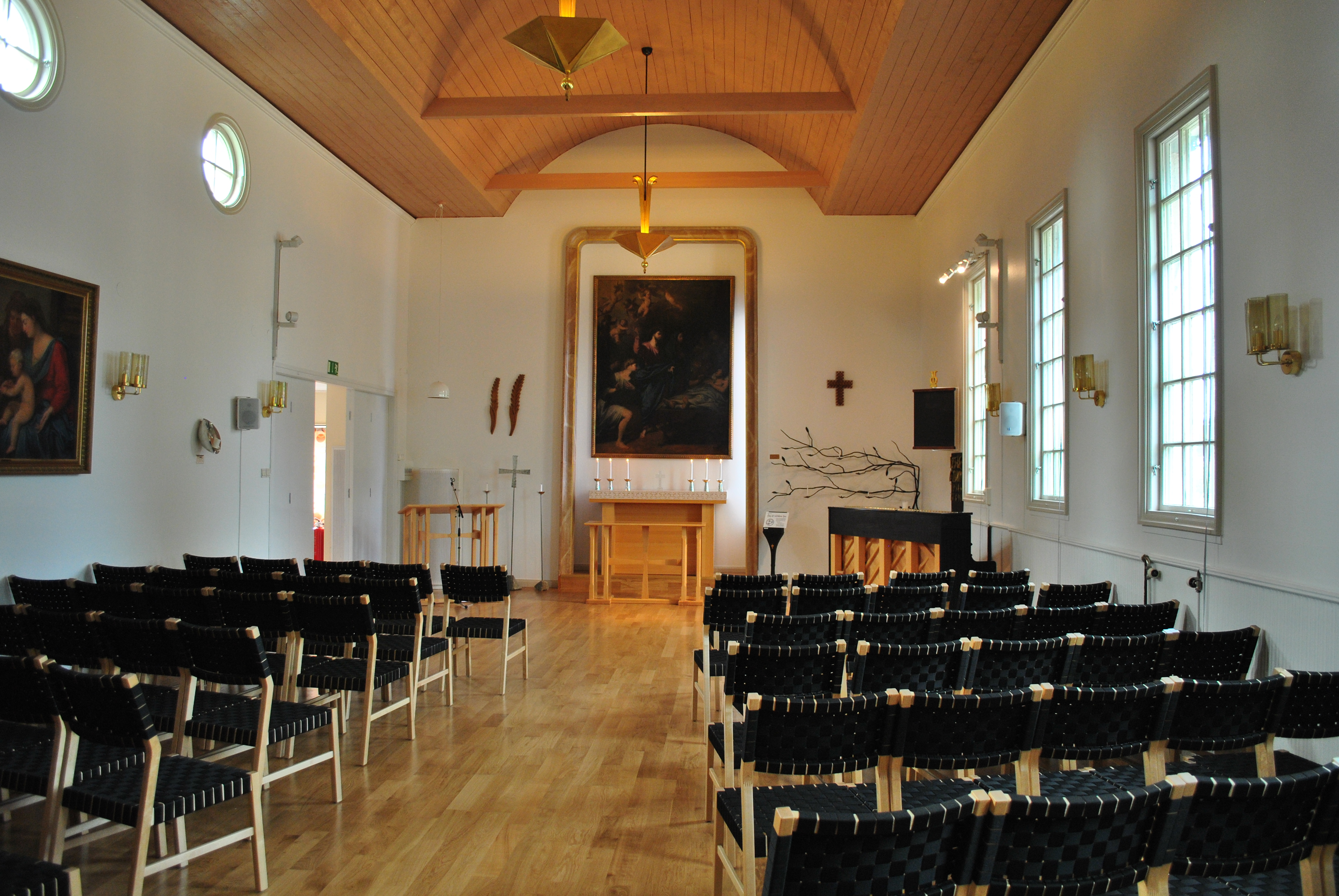
Lindö kapell från insidan.
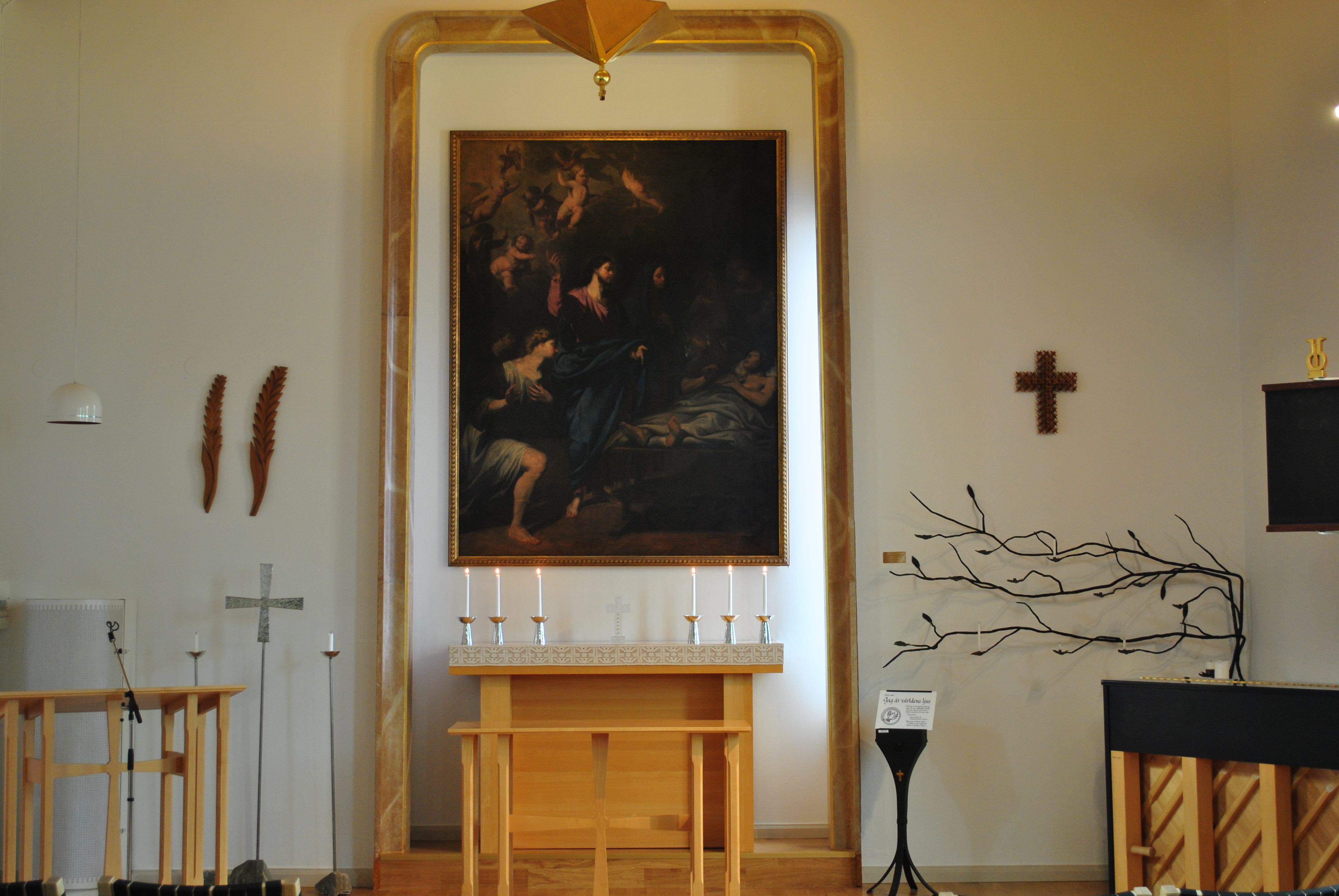
Altartavlan föreställer änkans son i Nain. Konstnären är tyvärr okänd.